# Tethystola inermis
Tethystola inermis là một loài bọ cánh cứng trong họ Cerambycidae.